# Instituto Gorki de Literatura Mundial

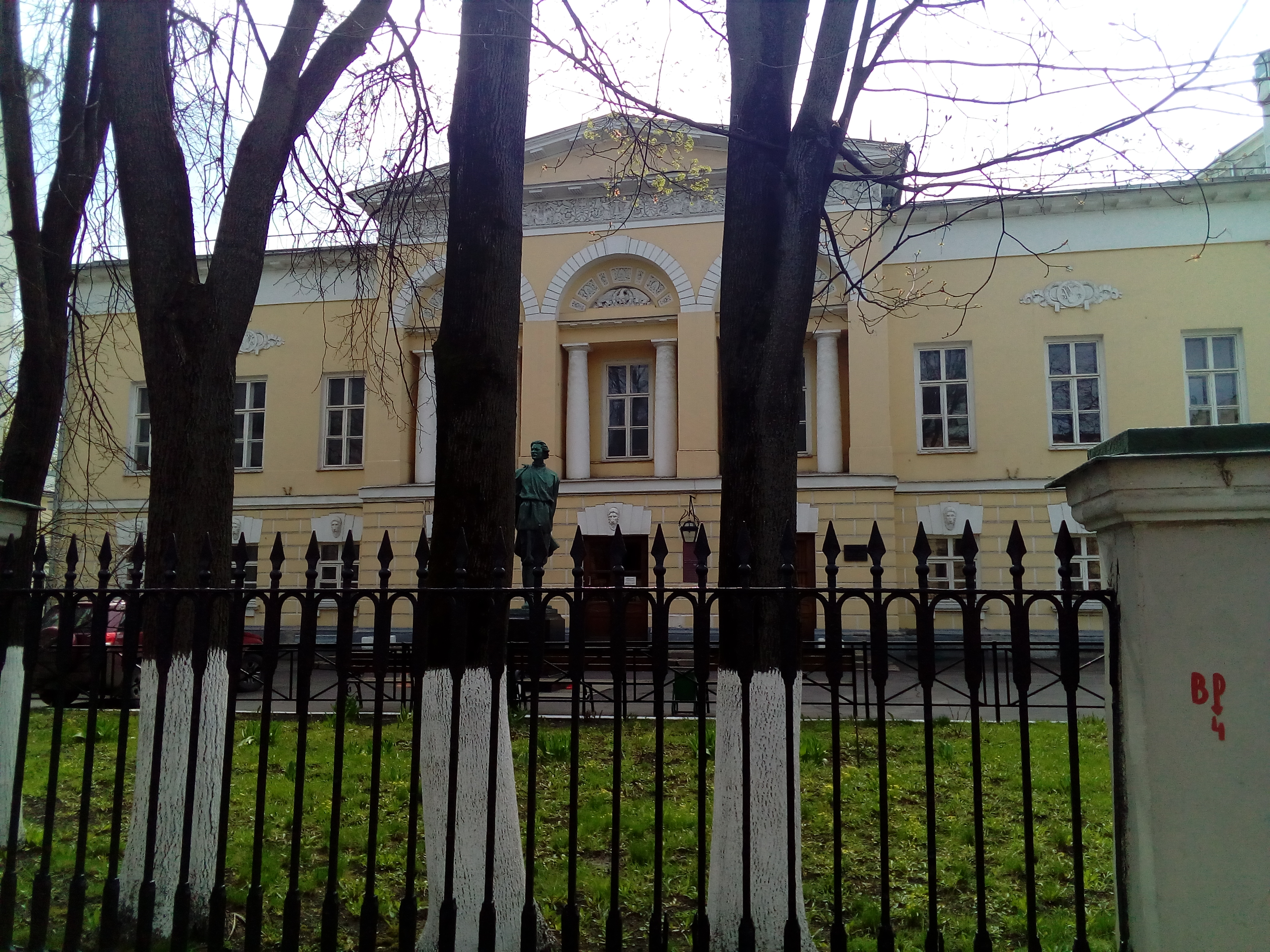
Fachada del Instituto Gorki de Literatura Mundial. Abril de 2018.

El Instituto Gorki de Literatura Mundial (en ruso: Институт мировой литературы им. А. М. Горького РАН) es un centro de investigación dependiente de la Academia de Ciencias de Rusia, Moscú. Frente al parónimo Instituto Literario Gorki, instituto de educación superior que capacita a escritores, el Instituto Gorki de Literatura Mundial es un instituto de investigación científica y parte de la Academia de Ciencias de Rusia. Fue fundada el 17 de septiembre de 1932 con motivo del 40 aniversario de la actividad literaria de Maxim Gorki y está ubicada en la antigua casa de la familia Gagarin en Moscú.

## Organización
El Instituto está organizado en departamentos, cada uno de los cuales se especializa en una región o género literario específico. Estos departamentos incluyen, entre otros, el Departamento de Teoría Literaria, Folklore, Literatura Eslava Antigua, Literatura Rusa del Siglo XIX, Literatura Rusa Contemporánea y Literatura Rusa Emigrada, Literatura Clásica Occidental y Literatura Comparada, Literatura de Asia y África, Europa Contemporánea Literatura estadounidense, literatura de las minorías rusas y países de la CEI y manuscritos. También hay un departamento dedicado a cómo se enseña y difunde la literatura rusa en el extranjero. El Instituto también alberga archivos personales de muchos escritores, incluidos Maxim Gorky y Andrei Platonov. Los académicos internos se dedican a publicar nuevos trabajos, y los académicos visitantes también pueden hacer arreglos para realizar investigaciones allí, asistir a conferencias o hablar sobre su trabajo.
El Instituto se creó en 1932 por decreto del Comité Ejecutivo Central de la Unión Soviética. En 1934 fue rebautizado como Instituto Gorki en recuerdo del escritor ruso, del que se cumplían 40 años del inicio de su actividad literaria. Lev Kámenev fue su primer director.
El 14 de febrero de 1937, el Gorky Archivo y Gorky el museo estuvo añadido encima, el último del cual abrió el 1 de noviembre de 1937. El 4 de marzo de 1938, también abrieron el Museo Estatal de Alexander Pushkin, el cual era más tarde movido a Leningrad en 1949. El 16 de abril de 1938, a unir el soviético (ahora ruso) Academia de Ciencias,  reciba su nombre actual. Es ahora localizado en la propiedad anterior del Gagarins, el cual estuvo construido en el primer trimestre del siglo XIX por arquitecto italiano Domenico Gilardi.
En 1950, un empleado del Instituto, Vera Steoanovna Nechaeva ru [ru] devenía un V. G. Belinksy Premio [ru] Laureate para el primer volumen de una biografía de cuatro volúmenes de Vissarion Belinsky. En 1952 Nechaeva fue nombrada jefa del departamento de Textos.

## Directores
- Lev Kámenev (1932-1934)
- Ivan Lippol (1935-1936)
- Anatoly Kantcheiev (1936-1940)
- Ivan Lippol (interino) 1940
- Leonid Ponomariov (1941-1944)
- Vladimir Chichmariov (1945-1947)
- Alexandre Eloguine  (1948-1952)
- Ivan Anissimov (1952-1966)
- Vladimir Chtcherbina (interino) 1966-1968
- Boris Soutchkov (1968-1974)
- Vladimir Chtcherbina (interino) 1974-1975
- Youri Barabach (1975-1977)
- Gueorgui Berdnikov (1977-1987)
- Felix Kouznetsov (1987-2005)
- Alexandre Koudéline (2005-2015)
- Vadim Polonski (2015 - actual)